# Kentzlin
Kentzlin ist eine Gemeinde im Bundesland Mecklenburg-Vorpommern im Landkreis Mecklenburgische Seenplatte. Sie liegt etwa 16 Kilometer südlich von Demmin, etwa acht Kilometer nördlich von Stavenhagen und etwa acht Kilometer östlich des Kummerower Sees. Bis zum 1. Juli 2004 war die Gemeinde Teil des Amtes Borrentin und ist seitdem Teil des Amtes Demmin-Land mit Sitz in Demmin.

## Ortsteile
- Alt-Kentzlin
- Neu-Kentzlin

## Geschichte
Die erste urkundliche Erwähnung (Cancelyn) erfolgte um 1300. Die Gründung von Neu-Kentzlin erfolgte 1764. Die Gemeinde änderte am 3. Juni 1998 ihren Namen von Neu Kentzlin zu Neu-Kentzlin. Am 21. August 2002 erhielt sie den Namen Kentzlin.

## Wappen, Flagge, Dienstsiegel
Die Gemeinde verfügt über kein amtlich genehmigtes Hoheitszeichen, weder Wappen noch Flagge. Als Dienstsiegel wird das kleine Landessiegel mit dem Wappenbild des Landesteils Vorpommern geführt. Es zeigt einen aufgerichteten Greifen mit aufgeworfenem Schweif und der Umschrift „GEMEINDE KENTZLIN * LANDKREIS MECKLENBURGISCHE SEENPLATTE“.

## Einwohnerentwicklung
| Datum             | Einwohner |
| ----------------- | --------- |
| 31. Dezember 2004 | 250       |
| 31. Dezember 2005 | 245       |
| 31. Dezember 2006 | 249       |
| 31. Dezember 2007 | 242       |
| 31. Dezember 2008 | 232       |
| 31. Dezember 2009 | 229       |
| 31. Dezember 2010 | 219       |
| 31. Dezember 2012 | 212       |

## Sehenswürdigkeiten
- Friedenseiche in Neu-Kentzlin
- Burgwall in Neu-Kentzlin
- Motte (mittelalterlicher Burghügel mit Ringwall) in Alt-Kentzlin
- Gutshaus in Alt-Kentzlin

## Verkehr
Die Gemeinde ist über die Landesstraße 272 an die Bundesstraße 194 angebunden.